# Stereospecificità

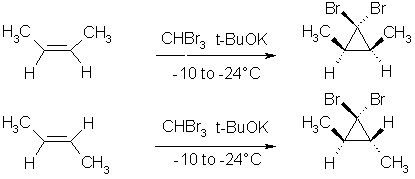
L'addizione stereospecifica di dibromocarbene al cis e trans 2-butene porta alla formazione di due stereoisomeri diversi di 2,3-dimetil-1,1-dibromociclopropano

La stereospecificità in chimica è la proprietà di una stessa reazione chimica di generare stereoisomeri diversi partendo da stereoisomeri diversi, o di prediligere come reagente un ben determinato stereoisomero. Si differenzia dalla stereoselettività la quale si ha invece quando, indifferentemente dall'isomero di partenza, la reazione predilige sempre la maggiore produzione di un dato stereoisomero.
Questi due concetti estendono la loro notevole importanza all'ambito della biochimica e della sintesi industriale: si pensi ad esempio alla serie di reazioni implicate nelle vie metaboliche e alla messa a punto di catalizzatori in ambito industriale che permettano di ottenere prodotti caratterizzati da una specifica stereochimica (come i polimeri isotattici). Inoltre è necessario ricordare che stereoisomeri differenti hanno proprietà farmacologiche diverse, addirittura talvolta un isomero può risultare tossico o inefficace.

## Definizione IUPAC[1]
(EN)  stereospecificity (stereospecific):
1. A reaction is termed stereospecific if starting materials differing only in their configuration are converted into stereoisomeric products. According to this definition, a stereospecific process is necessarily stereoselective but not all stereoselective processes are stereospecific. [...]
2. The term has also been applied to describe a reaction of very high stereoselectivity, but this usage is unnecessary and is discouraged.

 stereospecificità (stereospecifico):
1. Una reazione è definita stereospecifica se materiali di partenza diversi solo per la loro configurazione sono convertiti in prodotti stereoisomerici. Secondo questa definizione, un processo stereospecifico è necessariamente stereoselettivo, ma non tutti i processi stereoselettivi sono stereospecifici. [...]
2. Questo termine è stato anche riferito a reazioni con stereoselettività molto alta, ma questo uso non è necessario ed è sconsigliato.